# طب الرضوح

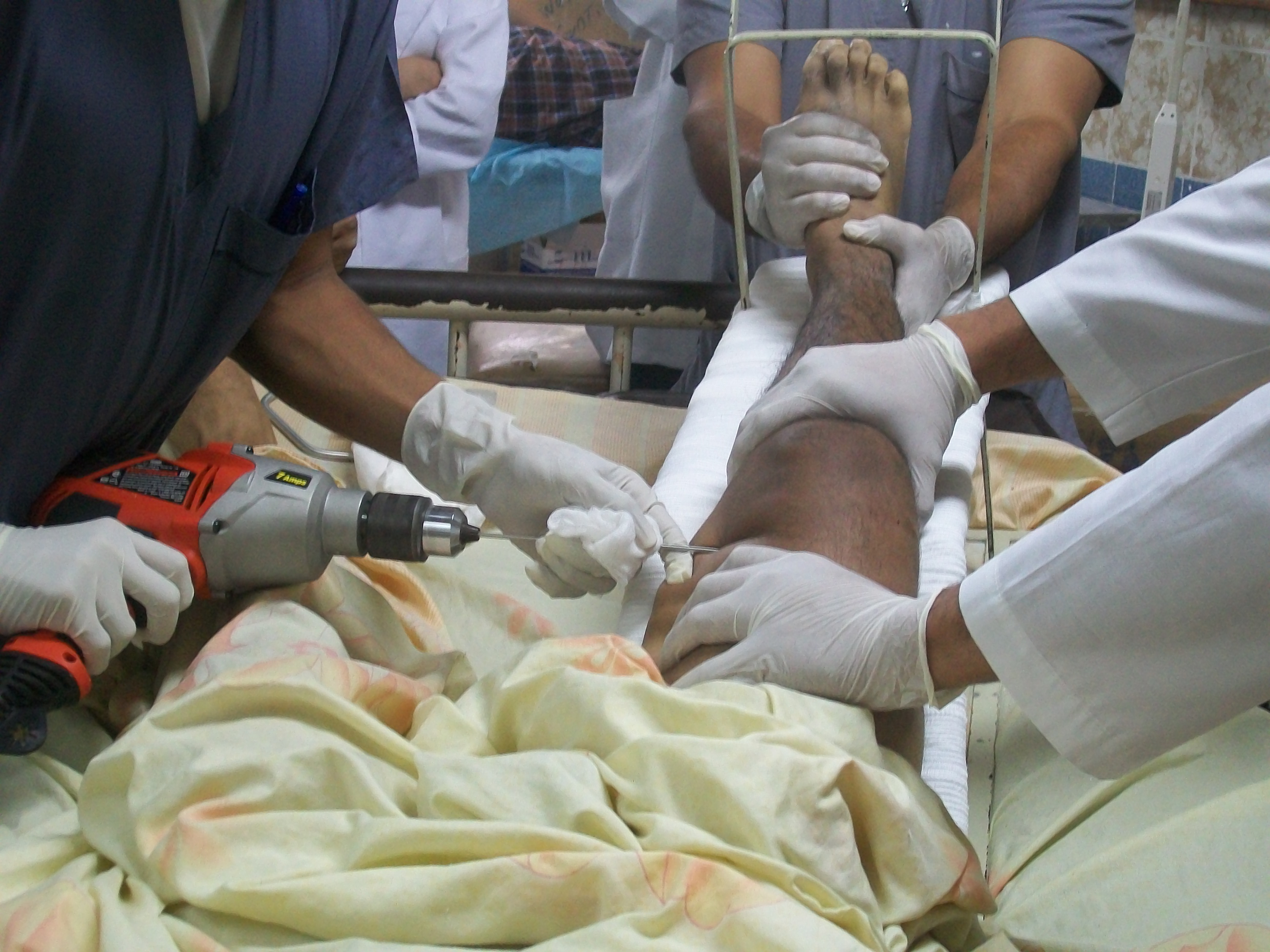
إزالة دبابيس تم استخدامها في عملية التئام عظم الفخذ الممزق

طب الرضوض يعني دراسة الجروح والإصابات الناجمة عن الحوادث أو العنف والعمليات الجراحية وإصلاح الضرر الناتج عنها. يعتبر هذا النوع من العلاج أحد فروع الطب وغالبًا ما يُعتبر جزءًا من الجراحة وفي البلدان التي لا يوجد فيها هذا التخصص، غالبًا ما يكون تخصصًا فرعيًا ضمن جراحة العظام .قد يعرف طب الرضوض أيضًا باسم جراحة الحوادث.

## الفروع
تشمل فروع طب الرضوض العلاج الطبي وعلاج الصدمات النفسية. يمكن تعريف علاج الصدمة الطبية بأنه دراسة متخصصة في علاج الجروح والإصابات الناجمة عن العنف أو الحوادث العامة. ويركز هذا النوع من علاج الصدمات على الإجراءات الجراحية والعلاج الجسدي في المستقبل ، حيث يحتاج المريض إلى إصلاح الضرر والتعافي بشكل جيد. الصدمة النفسية هي نوع من الأضرار التي تصيب العقل بسبب حدث مؤلم. يمكن أن يكون هذا النوع من الصدمات أيضًا نتيجة للإجهاد المفرط في حياة الإنسان. تتضمن الصدمة النفسية عادة نوعًا من الصدمات الجسدية التي تشكل تهديدًا لشعور الفرد بالأمان والبقاء. غالباً ما تخلف الصدمة النفسية الشعور بالإرهاق والقلق والخوف للشخص المصاب.

## أنواع الصدمات
بالنسبة للإصابة بأنواع الصدمات، فإن الصدمات الطبية والنفسية غالباً ما تكون متلازمة عند الشخص المصاب. تشمل أنواع الصدمات حوادث السيارات ، والجروح الناجمة عن طلقات نارية ، والارتجاجات ، واضطرابات ما بعد الصدمة من الحوادث ، إلخ. يتم علاج الصدمات الطبية من خلال العمليات الجراحية؛ ولكن الصدمة النفسية وعوامل ضغط أخرى تظل ترافق المصاب بعد التدخل الجراحي. على سبيل المثال ، إذا تعرض مراهق لحادث سيارة أدى إلى كسر معصمه وخضع إلى جراحة واسعة النطاق لإنقاذ ذراعه فإنه سيعاني من القلق عند قيادة السيارة مرة أخرى بعد الحادث. يمكن تشخيص اضطراب ما بعد الصدمة (PTSD) بعد تعرض شخص لحادث أو أكثر من الأحداث الشديدة والصادمة حيث يظل الخوف يرافقه عندما يتكرر الحدث و يشتكي من ثلاثة أعراض واضحة تستمر لمدة شهر أو أكثر. هذه الأعراض الواضحة هي: التخوف من إعادة التجربة الصادمة وتجنب أي شيء مرتبط بالصدمة وزيادة الأعراض التي تشير إلى زيادة الإثارة النفسية.

## مبادئ توجيهية لرعاية الصدمات الأساسية
يعتبر التحكم في مجرى الهواء ومراقبة الإصابات ومعالجة الجروح كلها إرشادات أساسية عندما يتعلق الأمر بالرعاية الطبية. علاوةً على ذلك يعد التحكم في مجرى الهواء عنصراً أساسياً في الرعاية الطارئة في موقع الحادث حيث يجب على المسعفين في مكان الحادث الوصول إلى مجرى الهواء للمريض بشكل منظم ولا يتم إغلاقه من أجل ضمان حصول المريض على قدر كافٍ من الدورة الدموية والهدوء قدر الإمكان. كما يعد أيضاً مراقبة المرضى والتأكد من أن أجسادهم لن تصاب بالصدمة هو متطلب آخر أساسي عندما يتعلق الأمر بالرعاية الطبية. هناك حاجة لاستدعاء ممرضات لمراقبة المرضى والتأكد من ضغط الدم ومعدل ضربات القلب وما إلى ذلك للتأكد من أن المرضى بصحة جيدة وحالتهم ليست معرضة للانهيار. بالنسبة للأولوية في التعامل مع الإصابات فإن إصابات الرأس والرقبة تأخذ الأولوية المطلقة في الرعاية والجراحة. تعتبر إصابات الرأس من الأسباب الرئيسية للوفاة والإعاقات في جميع أنحاء العالم ومن المهم ان يحصل المصابون بالرأس على فحوصات مقطعية بعد الجراحة لضمان عدم وجود مشاكل.

## مبادئ توجيهية لرعاية الصدمات النفسية
هناك العديد من أنواع الرعاية المختلفة للتغلب على القلق والتوتر الناجم عن الصدمة النفسية. تعتبر الفروع الأكثر انتشاراً في علم النفس للأشخاص الذين يعانون من الصدمات النفسية هي علم النفس المعرفي وعلم النفس السريري. إذا لم يكن الشخص المصاب مستعدًا لطلب المساعدة فيمكن أن يبذل المعالجون جهوداً لجعل المصاب يمارس مزيداً من الأنشطة والاختلاط مع مجموعة من الأشخاص الذين يشعر المعالجون بأمان الشخص المصاب معهم حيث أن الصدمة النفسية تزعزع توازن الجسم الطبيعي والذي يمكن أن يضع الجسم في حالة من الخوف والإثارة الشديدة. تعتبر ممارسة التمارين الرياضية لمدة 30 دقيقة في اليوم من العوامل المساعدة للجهاز العصبي بالتخلص من الحالة المؤلمة. فكونك محاطًا بنظام دعم جيد فإن ذلك يعد عاملاً مهماً عندما يتعلق الأمر بمعالجة الصدمة النفسية كما تعتبر المشاركة في الأنشطة الاجتماعية والتطوع وتكوين صداقات جديدة كلها طرق تساعد على نسيان الأحداث الصادمة التي وقعت أو التخلص منها. تعتبر أحد أصعب الأمور التي يجب القيام بها للتغلب على الصدمة النفسية هو الابتعاد عن الأحداث التي أدت إلى الصدمة ذاتها.

## تقييم المريض
دعم متقدم لحياة الصدمات
تدريب للأطباء الذين يتعاملون مع الصدمات النفسية
نتيجة الصدمة المنقحة
درجة خطورة الإصابة
مقياس خطورة الإصابة
مقياس الحاجة إلى العلاج

## تقييم الجروح
العوامل في تقييم الجروح هي:
طبيعة الجرح و هل تعرض الجرح للتمزق التآكل الكدمة أو الحرق.
حجم الجرح في الطول والعرض والعمق.
مدى المساحة الكلية التي تعرضت للضرر في الأنسجة الناجمة عن تأثير القوة الميكانيكية أو التفاعل مع العوامل الكيميائية، على سبيل المثال الحرائق أو التعرض للمواد الحارقة. 
وقد يطلب من الأطباء الشرعيين وأخصائيي الأمراض فحص الجروح ( الصدمة ) على الأشخاص.

## روابط خارجية
- Eastern Association for the Surgery of Trauma
- European Federation of National Associations of Orthopaedics and Traumatology
- Journal of Injury and Violence Research
- Trauma.org نسخة محفوظة 24 أغسطس 2019 على موقع واي باك مشين. (trauma resources for medical professionals)